# Bickenbach (Renânia-Palatinado)
Bickenbach é um município da Alemanha localizado no distrito de Rhein-Hunsrück, estado da Renânia-Palatinado.
Pertence ao Verbandsgemeinde de Emmelshausen.